# Zdeněk Okál
Zdeněk Okál (* 8. července 1990, Zlín) je bývalý český hokejový útočník.

## Hráčská kariéra
S hokejem začínal ve Zlíně, kde hrával v mládežnických kategoriích do roku 2008. V létě 2008 byl draftován klubem z WHL Medicine Hat Tigers. Po draftu se připojil k týmu, kde se potkal s krajanem Tomášem Kundrátkem, se kterým bydlel. Po dvou sezónách strávených v juniorském týmu se vrátil zpět do Zlína. Vedení klubu ho poslalo na zkoušku do prvoligového týmu SK Horácká Slavia Třebíč, díky svým výkonům byl zařazen do kádru a byl dopsán na soupisku . V Třebíčském klubu vydržel celou sezónu, Zlínu pak vypomohl jedním zápasem v playoff. Po skončení ročníku se vrátil zpět do Zlína. Ročník 2011/12 strávil v juniorském týmu PSG Zlín. Od následující sezóny se připojil k A-týmu Zlínu. 21. září 2012 vstřelil první gól v české nejvyšší soutěži, v zápase proti Energii Karlových Varů zdolal brankáře Tomáše Závorku ve druhé třetině v čase 49:35. Se Zlínem v nadcházející sezoně získal stříbro a byl vyhlášen nováčkem roku v Extralize. V ročníku 2013/14 se radoval se Zlínem s titulem mistra české extraligy, v playoff zaznamenal jednu branku. Začátek sezony 2015/16 nezačal dobře, po 14 zápasech zaznamenal dva kanadské body a byl přeřazen do prvoligového týmu HC AZ Havířov 2010 na střídavé hostování na neurčito. Na jeho místo byl zařazen Jan Maruna z Havířova .

## Rodina
Jeho otec Zdeněk Okál je bývalý profesionální hokejista, který hrál za Zlín. Někdejším profesionálním hokejistou je i jeho strýc Miroslav Okál, který odehrál za klub řadu sezón a stal se ikonou klubu až do konce své kariéry.

## Ocenění a úspěchy
- 2007 ČHL-18 – Nejlepší střelec v počtu vítězných branek (9 branek)
- 2013 ČHL – Nejlepší nováček
- 2015 ČHL – Nejtrestanější hráč v playoff (41 trestných minut)

## Prvenství
- Debut v ČHL - 4. března 2011 (PSG Zlín proti HC Eaton Pardubice)
- První gól v ČHL - 21. září 2012 (PSG Zlín proti HC Energie Karlovy Vary, českému brankáři Tomáši Závorkovi)
- První asistence v ČHL - 28. září 2012 (PSG Zlín proti Bílí Tygři Liberec)

## Klubová statistika
| Sezóna      | Klub                         | Soutěž      |     | Základní část | Základní část | Základní část | Základní část | Základní část |    | Play off | Play off | Play off | Play off | Play off |
| Sezóna      | Klub                         | Soutěž      | Z   | G             | A             | B             | TM            | Z             | G  | A        | B        | TM       |          |          |
| 2005/2006   | HC Hamé Zlín 18              | ČHL-18      | 37  | 7             | 4             | 11            | 12            | 3             | 0  | 0        | 0        | 0        |          |          |
| 2006/2007   | HC Hamé Zlín 18              | ČHL-18      | 41  | 34            | 21            | 55            | 86            | 8             | 3  | 3        | 6        | 22       |          |          |
| 2007/2008   | RI Okna Zlín 20              | ČHL-20      | 44  | 16            | 27            | 43            | 108           | 8             | 5  | 1        | 6        | 16       |          |          |
| 2008/2009   | Medicine Hat Tigers          | WHL         | 64  | 17            | 30            | 47            | 52            | 11            | 7  | 2        | 9        | 10       |          |          |
| 2009/2010   | Medicine Hat Tigers          | WHL         | 46  | 10            | 11            | 21            | 52            | 12            | 1  | 4        | 5        | 7        |          |          |
| 2010/2011   | SK Horácká Slavia Třebíč     | 1.ČHL       | 36  | 5             | 6             | 11            | 34            | 4             | 0  | 1        | 1        | 16       |          |          |
| 2010/2011   | PSG Zlín                     | ČHL         | 0   | 0             | 0             | 0             | 0             | 1             | 0  | 0        | 0        | 0        |          |          |
| 2011/2012   | PSG Zlín 20                  | ČHL-20      | 20  | 11            | 11            | 22            | 50            | 2             | 1  | 0        | 1        | 34       |          |          |
| 2012/2013   | Královští lvi Hradec Králové | 1.ČHL       | 1   | 1             | 0             | 1             | 2             | -             | -  | -        | -        | -        |          |          |
| 2012/2013   | PSG Zlín                     | ČHL         | 46  | 7             | 4             | 11            | 53            | 19            | 4  | 4        | 8        | 4        |          |          |
| 2013/2014   | Salith Šumperk               | 1.ČHL       | 3   | 1             | 1             | 2             | 4             | -             | -  | -        | -        | -        |          |          |
| 2013/2014   | PSG Zlín                     | ČHL         | 44  | 5             | 2             | 7             | 55            | 16            | 1  | 0        | 1        | 8        |          |          |
| 2014/2015   | PSG Zlín                     | ČHL         | 47  | 11            | 9             | 20            | 28            | 7             | 1  | 2        | 3        | 41       |          |          |
| 2015/2016   | PSG Zlín                     | ČHL         | 19  | 1             | 2             | 3             | 18            | 6             | 2  | 1        | 3        | 10       |          |          |
| 2015/2016   | AZ Havířov                   | 1.ČHL       | 25  | 8             | 11            | 19            | 20            | 3             | 3  | 0        | 3        | 18       |          |          |
| 2016/2017   | PSG Berani Zlín              | ČHL         | 28  | 5             | 2             | 7             | 32            | 2             | 0  | 1        | 1        | 2        |          |          |
| 2017/2018   | Aukro Berani Zlín            | ČHL         | 48  | 16            | 14            | 30            | 63            | 4             | 0  | 1        | 1        | 0        |          |          |
| 2018/2019   | PSG Berani Zlín              | ČHL         | 34  | 3             | 7             | 10            | 51            | 5             | 2  | 0        | 2        | 4        |          |          |
| 2019/2020   | PSG Berani Zlín              | ČHL         | 42  | 11            | 15            | 26            | 22            | 2             | 2  | 0        | 2        | 0        |          |          |
| 2020/2021   | PSG Berani Zlín              | ČHL         | 43  | 8             | 9             | 17            | 22            | -             | -  | -        | -        | -        |          |          |
| 2021/2022   | PSG Berani Zlín              | ČHL         | 46  | 3             | 8             | 11            | 28            | -             | -  | -        | -        | -        |          |          |
| 2022/2023   | HC ZUBR Přerov               | 1. ČHL      | 26  | 6             | 6             | 12            | 20            | 2             | 0  | 2        | 2        | 2        |          |          |
| 2022/2023   | HC Kometa Brno               | ČHL         | 5   | 1             | 0             | 1             | 2             | 6             | 3  | 0        | 3        | 6        |          |          |
| 2023/2024   | HC Kometa Brno               | ČHL         | 48  | 5             | 6             | 11            | 41            | 6             | 0  | 3        | 3        | 0        |          |          |
| 2024/2025   | RI Okna Berani Zlín          | 1. ČHL      | 18  | 4             | 5             | 9             | 18            | 13            | 3  | 0        | 3        | 8        |          |          |
| ČHL celkově | ČHL celkově                  | ČHL celkově | 450 | 76            | 78            | 154           | 415           | 74            | 16 | 11       | 27       | 75       |          |          |

## Reprezentace
| Rok                       | Tým                       | Soutěž                    | Z | G | A | B | TM |
| ------------------------- | ------------------------- | ------------------------- | - | - | - | - | -- |
| 2008                      | Česko 18                  | MS-18 D1                  | 4 | 4 | 1 | 5 | 2  |
| 2009                      | Česko 20                  | MSJ                       | 4 | 0 | 0 | 0 | 20 |
| Juniorská kariéra celkově | Juniorská kariéra celkově | Juniorská kariéra celkově | 8 | 4 | 1 | 4 | 22 |